# Мухаммад Захир Хан
Мухаммад Захир Хан (пушту محمد ظاهر خان; род. 26 мая 1962, Кабул) — представитель династии Баракзаев. Старший сын бывшего кронпринца Афганистана Ахмад шах Хана, с 4 июня 2024 года глава дома Баракзаев. 

## Биография
Мухаммад Захир Хан родился в Кабуле 26 мая 1962 года, был назван в честь своего деда Захир-шаха. Когда Захир хану было 11 лет, двоюродный брат короля Мухаммед Дауд, сверг монархию, преобразовав Афганистан в республику. 
После этого Захир Хан вместе с семьей переехал в США, где получил образование в одном из университетов штата Вирджиния. По окончании образования Захир Хан работал старшим консультантом по корпоративным путешествиям в Вашингтоне.
С 2011 года работает в компании Connoisseur Travel.
4 июня 2024 года после смерти отца возглавил дом Баракзай. Так как у Мухаммада Захира нет сыновей, его наследником является его брат Мухаммад Эмель Хан (род. 1969).

## Личная жизнь
Мухаммад Захир Хан женился на Ошиле Бегум. В браке родилась одна дочь  — принцесса Роксана Ханум (24 августа 1988 г.). Позже он развёлся с женой.